# Championnats du monde de beach-volley 2003
Navigation
Klagenfurt 2001 Berlin 2005
Les championnats du monde de beach-volley 2003, quatrième édition des championnats du monde de beach-volley, ont lieu du 7 au 12 octobre 2003 à Rio de Janeiro, au Brésil. Ils sont remportés par la paire brésilienne constituée d'Emanuel Rego et Ricardo Santos chez les hommes et par la paire américaine formée par Misty May-Treanor et Kerri Walsh chez les femmes.